# Горбово (Сокольский район)
Горбово — деревня в Сокольском районе Вологодской области.
Входит в состав Чучковского сельского поселения, с точки зрения административно-территориального деления — в Чучковский сельсовет. Расположена к югу от автодороги А123.
Расстояние по автодороге до районного центра Сокола — 82 км, до центра муниципального образования Чучкова — 1 км.
По переписи 2002 года население — 97 человек (47 мужчин, 50 женщин). Преобладающая национальность — русские (98 %).